# 남양주 흥국사 목조지장보살삼존상 및 시왕상일괄
남양주 흥국사 목조지장보살삼존상 및 시왕상일괄은 대한민국 경기도 남양주시 별내동, 흥국사에 있는 조선시대의 불상이다. 2011년 3월 8일 경기도의 유형문화재 제253호로 지정되었다.

## 같이 보기
- 흥국사

## 참고 문헌
- 남양주 흥국사 목조지장보살삼존상 및 시왕상일괄 - 국가유산청 국가유산포털